# Bufo brevirostris
Bufo brevirostris là một loài cóc thuộc họ Bufonidae.
Đây là loài đặc hữu của Ấn Độ.